# Phragmanthera seretii
Phragmanthera seretii är en tvåhjärtbladig växtart som först beskrevs av De Wild., och fick sitt nu gällande namn av Simone Balle. Phragmanthera seretii ingår i släktet Phragmanthera och familjen Loranthaceae. Inga underarter finns listade i Catalogue of Life.